# Cantón de Hagetmau
El cantón de Hagetmau era una división administrativa francesa, que estaba situada en el departamento de Landas y la región de Aquitania.

## Composición
El cantón estaba formado por dieciocho comunas:
- Aubagnan
- Castelner
- Cazalis
- Hagetmau
- Horsarrieu
- Labastide-Chalosse
- Lacrabe
- Mant
- Momuy
- Monget
- Monségur
- Morganx
- Peyre
- Poudenx
- Saint-Cricq-Chalosse
- Sainte-Colombe
- Serres-Gaston
- Serreslous-et-Arribans

## Supresión del cantón de Hagetmau
En aplicación del Decreto n.º 2014-181 de 18 de febrero de 2014, el cantón de Hagetmau fue suprimido el 22 de marzo de 2015 y sus 18 comunas pasaron a formar parte del nuevo cantón de Chalosse Tursan.